# Teatro Margherita (Bari)

Foto d'epoca del Teatro Margherita

Il Teatro Margherita è uno dei teatri storici della città di Bari, riaperto nel dicembre 2018 dopo un lungo restauro e riconvertito in museo di arte contemporanea.

## Storia
Il Teatro Margherita fu edificato tra il 1912 ed il 1914 nell'ansa del vecchio porto su pilastri fondati nel mare, per eludere il patto siglato tra il Comune di Bari e la famiglia Petruzzelli secondo il quale l'amministrazione s'impegnava a non realizzare altri teatri sul suolo comunale, ad eccezione delle costruzioni sul mare. Il teatro sorse in sostituzione del Varietà Margherita, un teatro in legno inaugurato il 5 ottobre 1910, che fu oggetto di violente critiche sia da parte degli imprenditori locali, che presentarono un progetto simile senza ottenere l'autorizzazione, sia dai fratelli Messeni, proprietari del Teatro Petruzzelli, che nel varietà videro un potenziale concorrente. Il Margherita in legno ebbe vita breve in quanto il 22 luglio 1911, alle tre del mattino, il teatro fu raso al suolo da un violento incendio che lo distrusse nel giro di un'ora e le cui cause non furono mai chiarite, anche se non vi fu l'esclusione del dolo.
La struttura del Teatro Margherita fu progettata in completo stile Liberty da Francesco De Giglio per conto della Società Anonima Pubblici Divertimenti Orfeo di Bari. La collaborazione al progetto di Luigi Santarella fu fondamentale per rendere il Margherita il primo edificio realizzato a Bari in cemento armato, e unico in Europa per la particolare costruzione su palafitte. L'architetto De Giglio, inoltre, per la costruzione ideò un particolare solaio gettato in opera costituito da cemento armato e pignatte, particolarmente leggero, economico e resistente, quindi adatto alle grandi luci previste dal particolare disegno del teatro. Questa nuova tecnica di costruzione fu un tale successo che venne presto presa a riferimento ed esportata in tutta Europa e quindi identificata dal neologismo identificativo "solaio alla Margherita" dal nome del teatro per cui fu ideato. Essendo interamente circondato dall'acqua il teatro era collegato alla terraferma da un pontile. 
L'inaugurazione del teatro con il nome di Kursaal Margherita ebbe luogo il 22 agosto 1914 alle ore 21, con uno scelto programma di varietà contenente i migliori numeri del Café-chantant e diverse spettacolari attrazioni. Nella seconda metà degli anni venti con l'aggiunta del solaio di calpestio, costruito dal Circolo della Vela al di sotto del teatro, e con la successiva colmata del lungomare, il Margherita abbandonò l'aspetto di costruzione sospesa sull'acqua e venne così isolato dal mare.
La costruzione fu duramente criticata da Armando Perotti nel 1919, il quale affermò che chiudere alla vista il lungomare di Bari per edificare il Teatro Margherita fosse una "criminosa follia". Nei saloni del Margherita ebbe sede dal 26 gennaio dello stesso anno, fino al termine della seconda guerra mondiale, il Museo Storico. Dopo essere stato spazio espositivo del museo fu allestita un'esposizione di guerra permanente e, dal 1921, insieme agli spettacoli di varietà furono alternate le proiezioni cinematografiche.
Nel 1943 il Teatro Margherita, occupato dall'esercito angloamericano, venne rinominato Garrison Theatre trasformandosi in sede di servizi ausiliari e club per l'intrattenimento delle truppe. Fu danneggiato sia dal bombardamento del 2 dicembre 1943, sia dalle schegge dell'esplosione della nave Henderson il 9 aprile 1945. Nel 1946 fu riconsegnato alla Società Orfeo, che nel 1912 aveva ottenuto la concessione demaniale per la realizzazione del teatro, la quale ne promosse la ristrutturazione e lo adibì esclusivamente a cinema fino al 1979, quando la società restituì il bene al Demanio.

### Conversione
Il Teatro è stato soggetto a restauro statico e delle facciate esterne fino al 2009. È stato realizzato il consolidamento delle fondazioni a mare di quasi tutte le strutture, oltre gli elementi decorativi, gli infissi e l’apparato decorativo del foyer. Alcuni di questi interventi sono stati realizzati anche grazie ai fondi del Gioco del Lotto, in base a quanto regolato dalla legge 662/96. L'edificio, sebbene non completamente restaurato internamente, è stato adoperato temporaneamente come sala espositiva.
L'intenzione del comune era di riadoperarlo come sala teatrale, tuttavia la scarsa economicità del progetto di affidamento a privati e la mancanza di fondi (sia pubblici che privati) ha fatto modificare i piani di sviluppo per questo edificio. È stato convertito nel primo plesso museale di arti contemporanee del capoluogo pugliese, il BAC.
L'allestimento del centro per le arti contemporanee di Bari, infatti, è stato affidato a una fondazione pubblico-privata (BAC, Bari arte contemporanea) della quale fanno parte il Comune e la fondazione Morra Greco di Napoli, che è partecipata dalla Regione Campania. La Morra Greco ha offerto con un comodato gratuito della durata di trent'anni, la sua prestigiosa collezione di arte contemporanea.
Il progetto, realizzato dall'architetto David Chipperfield, non stravolge il teatro che rimarrà nella sua forma originale. Gli elementi del progetto riguardano l'organizzazione funzionale degli spazi interni e l'introduzione di una scala scenografica che porterà alla galleria.
Nel 2016 sono finalmente partiti il restauro e la rifunzionalizzazione del teatro in museo, grazie allo stanziamento di 5 milioni di euro da parte di Mibact, Regione Puglia e Comune di Bari. La cupola è stata completamente restaurata, i ballatoi ampliati, la torre scenica trasformata in area espositiva e la terrazza vista mare è stata chiusa con infissi in ferro battuto che richiamano la forma di una farfalla, proprio come quelli originari.
A curare il progetto architettonico definitivo e la direzione dei lavori è stata l'architetta Emilia Pellegrino, ad occuparsi della progettazione esecutiva lo studio ABDR Architetti Associati (Maria Laura Arlotti, Michele Beccu, Paolo Desideri, Filippo Raimondo) di Roma.
Dopo due anni di lavori, il Teatro Margherita è stato riaperto al pubblico il 6 dicembre 2018 con la mostra multimediale Van Gogh Alive - the experience, curata dal critico Giancarlo Bonomo, che si è protratta fino ad Aprile 2019 con 94.895 ingressi.
È stato annunciato l'ultimo lotto dei lavori che comprenderà ancora il piano terra ed il primo piano del lato sud dove saranno realizzati servizi e un'area bar/ristorante a cui si potrà accedere sia dall'interno dal foyer sia dall'esterno.

## Descrizione

L'edificio, le cui influenze stilistiche si richiamano all'architettura Beaux-Arts, è a pianta rettangolare. La facciata è caratterizzata da un ampio arco affiancato da due torri con sovrastanti pinnacoli, da grandi finestre delimitate da lesene con capitelli corinzi, da cornici marcapiano e dall'aggettante cornicione di coronamento. L'alto frontone era originariamente sovrastato da un gruppo scultoreo composto da tre statue oggi scomparse, in seguito ai gravi danni al fabbricato causati dal Secondo conflitto mondiale.
L'interno, oltre alla sala cinematografica, presenta un ampio salone d'ingresso coperto da una cupola decorata con stucchi e dipinti murali realizzati da una famiglia di decoratori dell'epoca, i Colonna, e datati 1914, lo stesso anno di apertura del teatro.
Dal 20 febbraio 1980, probabilmente a causa degli onerosi costi e della scarsa produttività, l'edificio è stato chiuso permettendo successivamente l'inizio dei restauri che sono proseguiti a fasi alterne fino al 2019.

## Galleria d'immagini

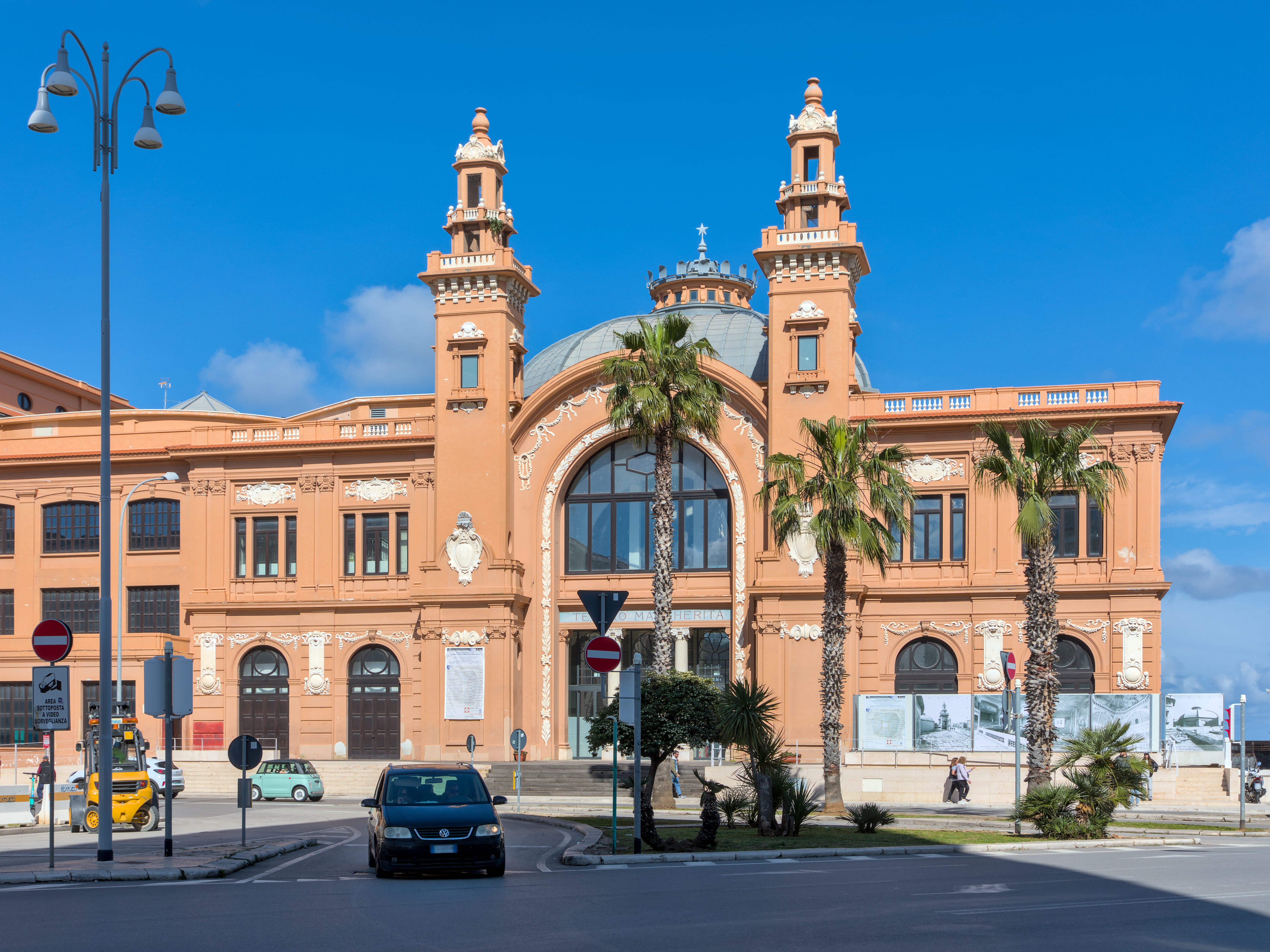
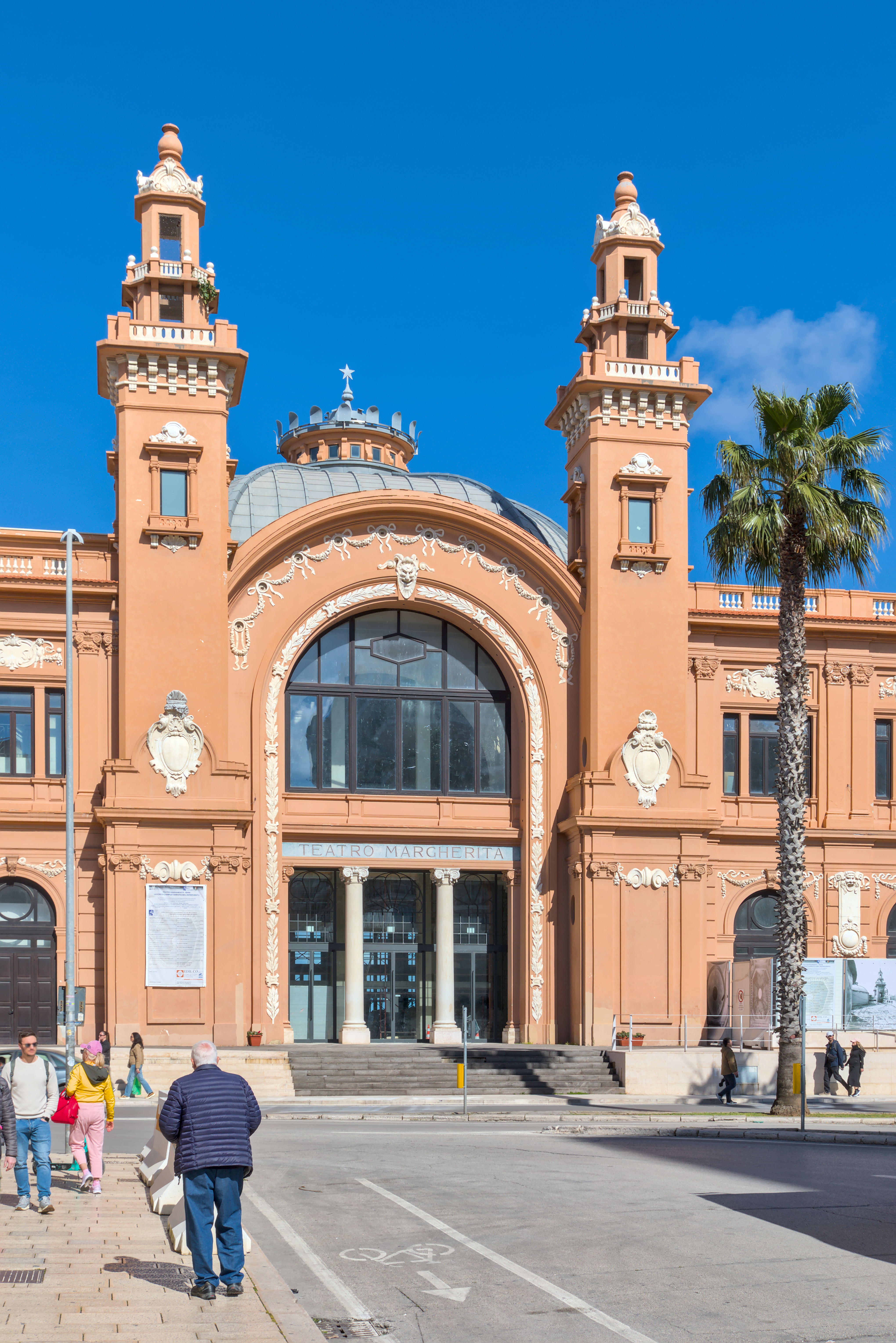
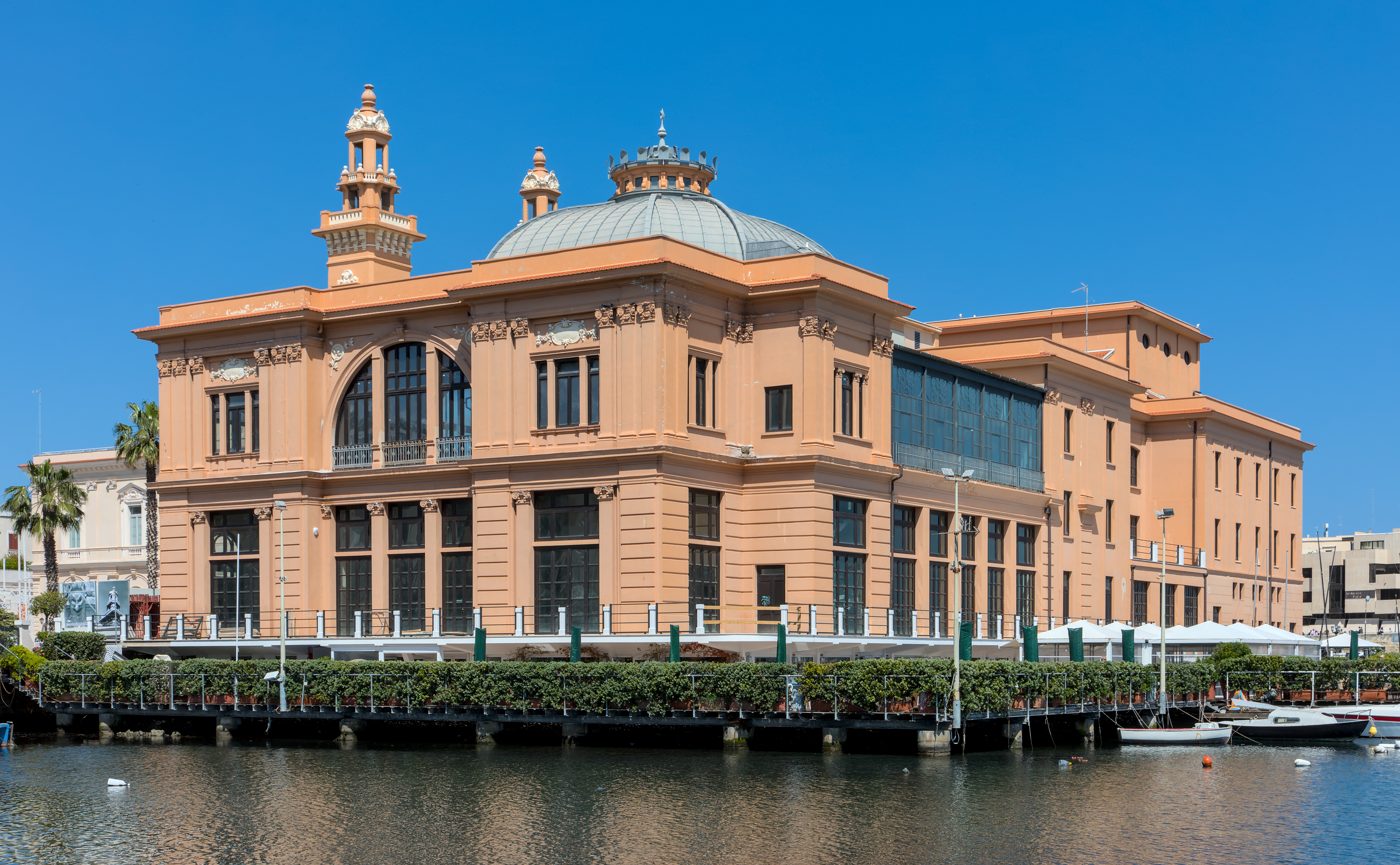
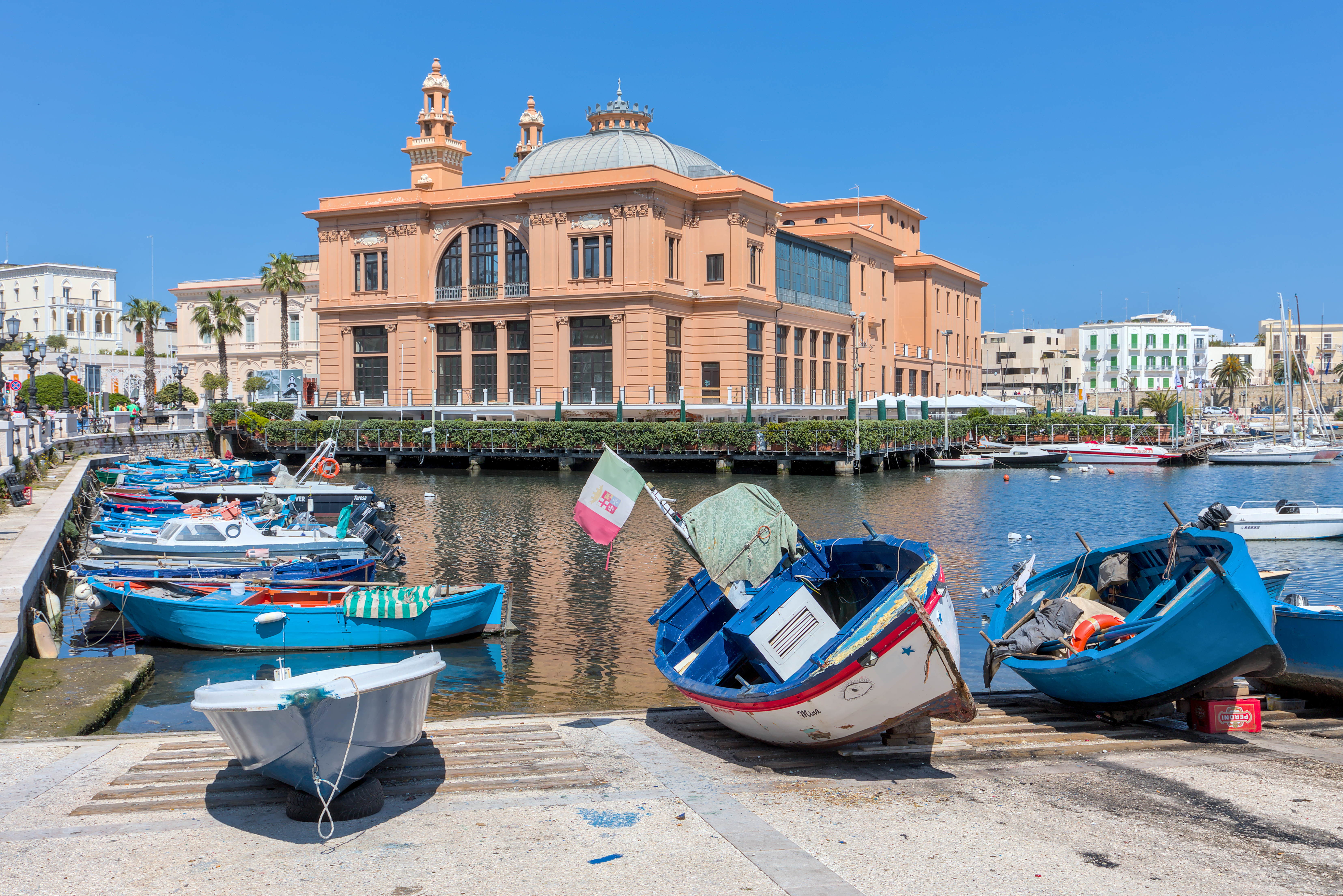
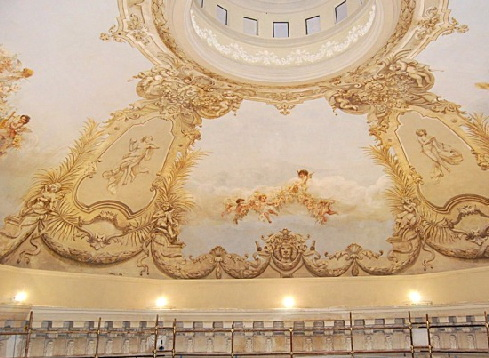
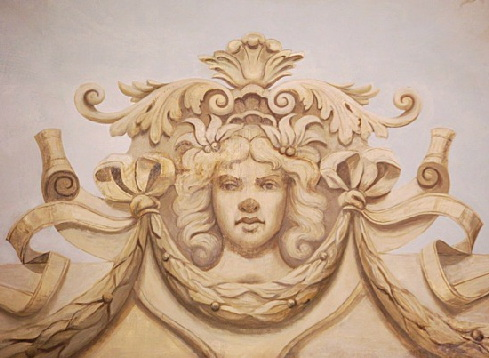
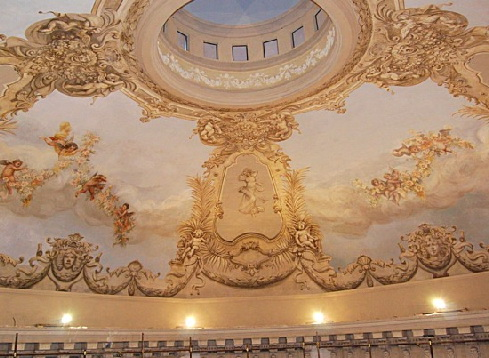
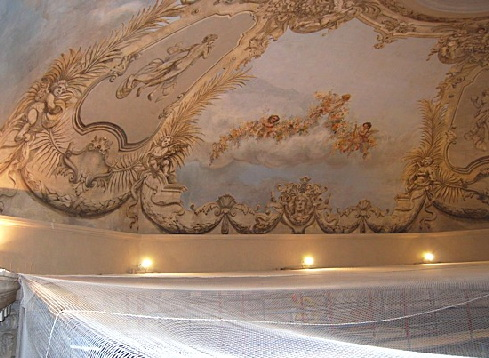